# Музей шоколаду (Барселона)
Музей шоколаду (кат. Museu de la Xocolata) — приватний музей, розташований у Барселоні, столиці іспанської провінції Каталонія. Присвячений шоколаду та виробам з нього. Окреме місце у музеї відведене створеним з шоколаду скульптурним роботам, які зображують низку найвизначніших будівель Барселони, відомих літературних та мультиплікаційних персонажів тощо.
Музей належить Гільдії кондитерів Барселони (кат. Gremi de Pastisseria de Barcelona), був відкритий 2000 року. Знаходиться у районі Старе місто, у будівлі колишніх казарм.
Орієнтований насамперед на відвідувачів-дітей, для яких розроблена низка спеціальних освітніх та розважальних програм, що надають можливість дізнатися про історію потрапляння какао до Європи та особливості його застосування у кондитерстві; спробувати свої сили у створенні скульптур з шоколаду та приготуванні різноманітних десертів на його основі.